# Haus zum Alten Sternen

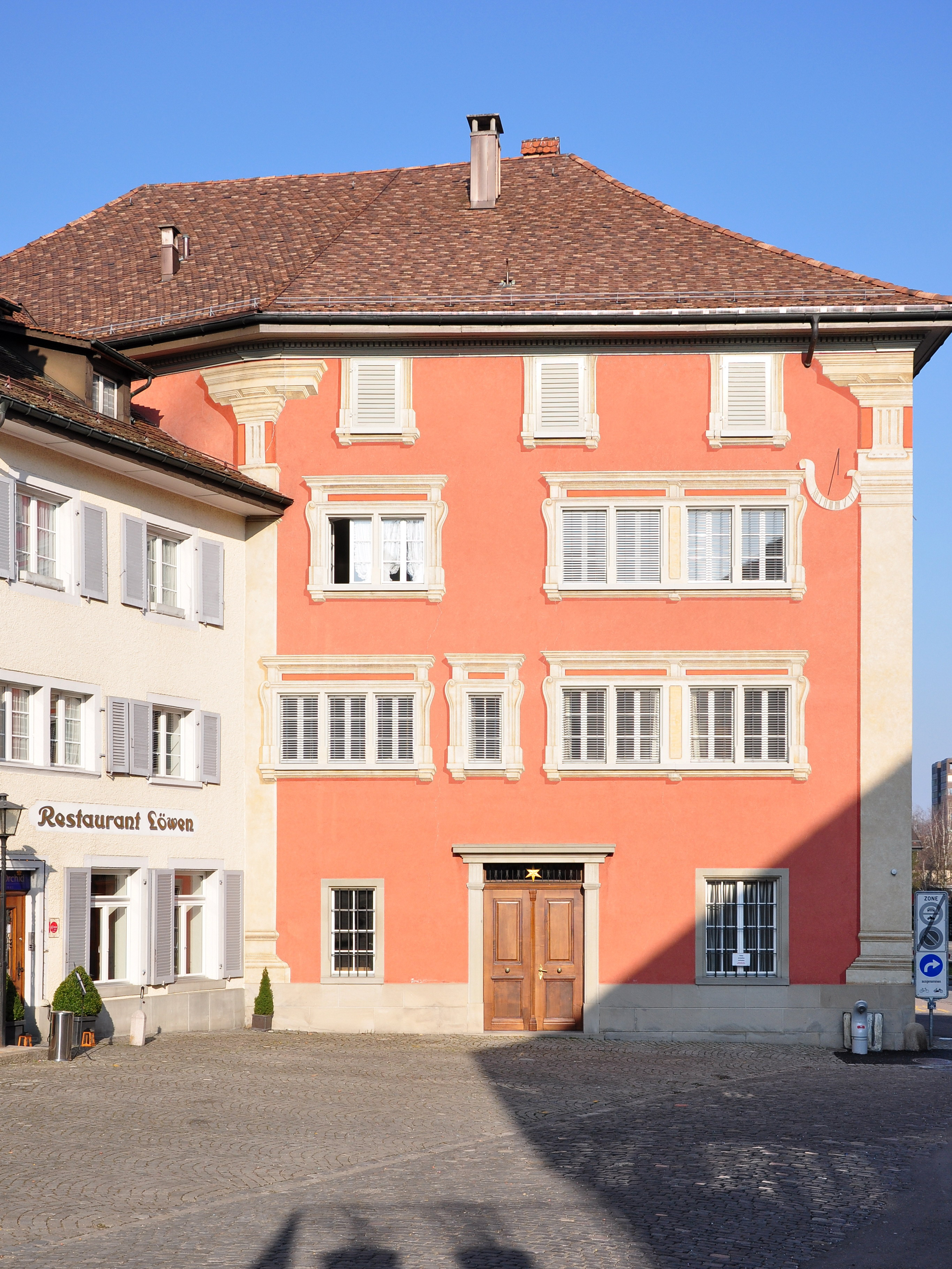
Haus zum Alten Sternen

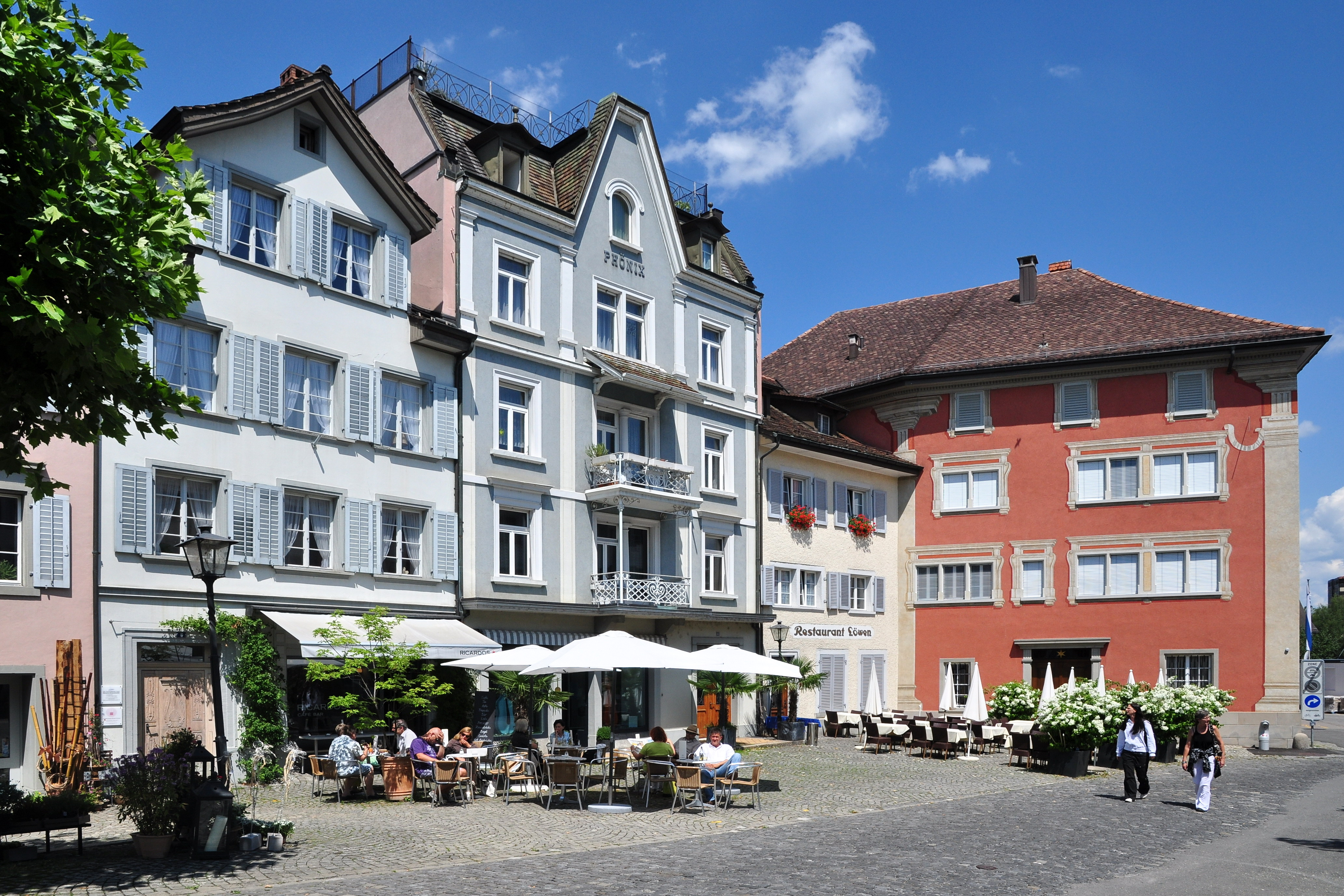
Der Engelplatz in Rapperswil

Das Haus zum Alten Sternen ist ein Bürgerhaus beim Engelplatz am östlichen Ende der Altstadt von Rapperswil, einem Ortsteil der Schweizer Gemeinde Rapperswil-Jona im Kanton St. Gallen.

## Baugeschichte
Im Jahr 1528 wurde das Gasthaus am Engelplatz des Gastwirtes Hans Ross erstmals erwähnt. Das heutige Haus zum Alten Sternen am Engelplatz in Rapperswil wurde 1568 als Gasthaus erbaut, nachdem der Vorgängerbau mit zwei weiteren Häusern einem Brand zum Opfer gefallen war. 1630 liess Peter Tschudi einen neuen Dachstuhl errichten. Im Dachstock sind zahlreiche Einschläge von Kanonenkugeln aus der Belagerung von 1656 zu sehen, als das Gebäude im östlichen Festungsabschnitt der Stadt beim ehemaligen Halstor als Bollwerk im diente. 1790 wurde das Gebäude umgebaut. Bis 1829 führte eine Stiege vom Gasthaus in den angrenzenden Halsturm. Die Umrisse des um 1835 abgerissenen Stadttors sind im Boden des Engelplatzes mit Pflastersteinen markiert. Süd- und Westseite sind im gotischen Baustil durchfenstert. 

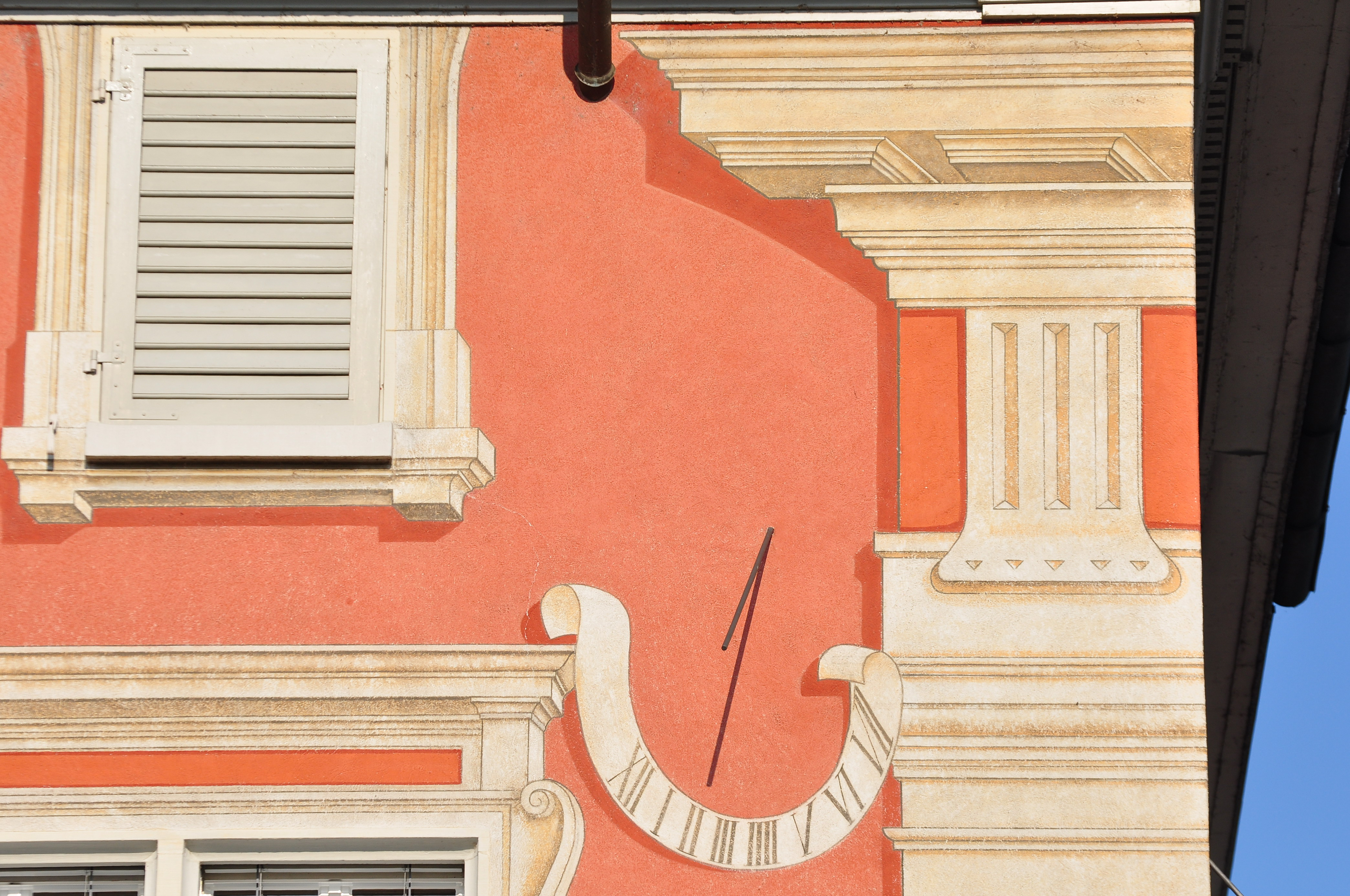
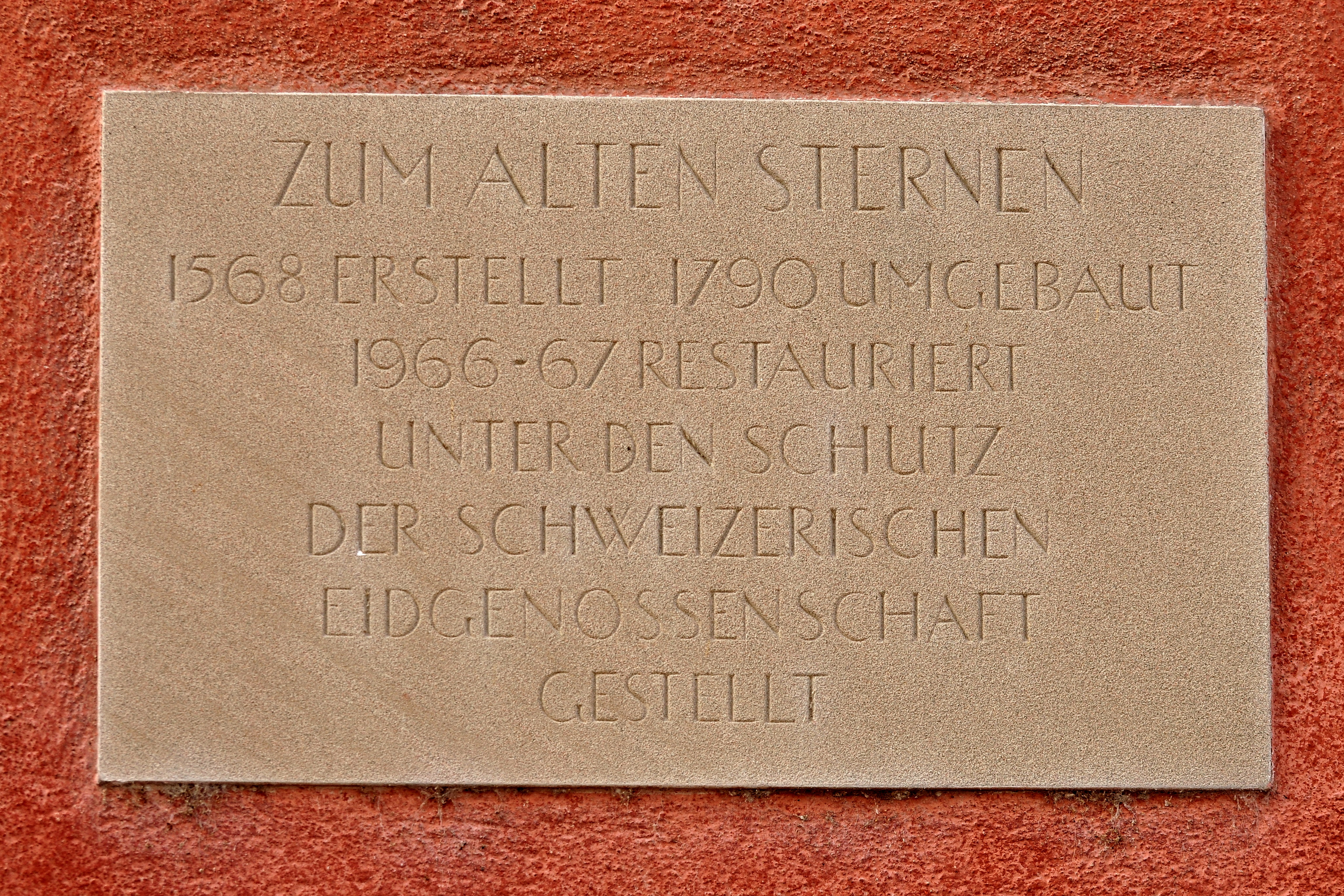
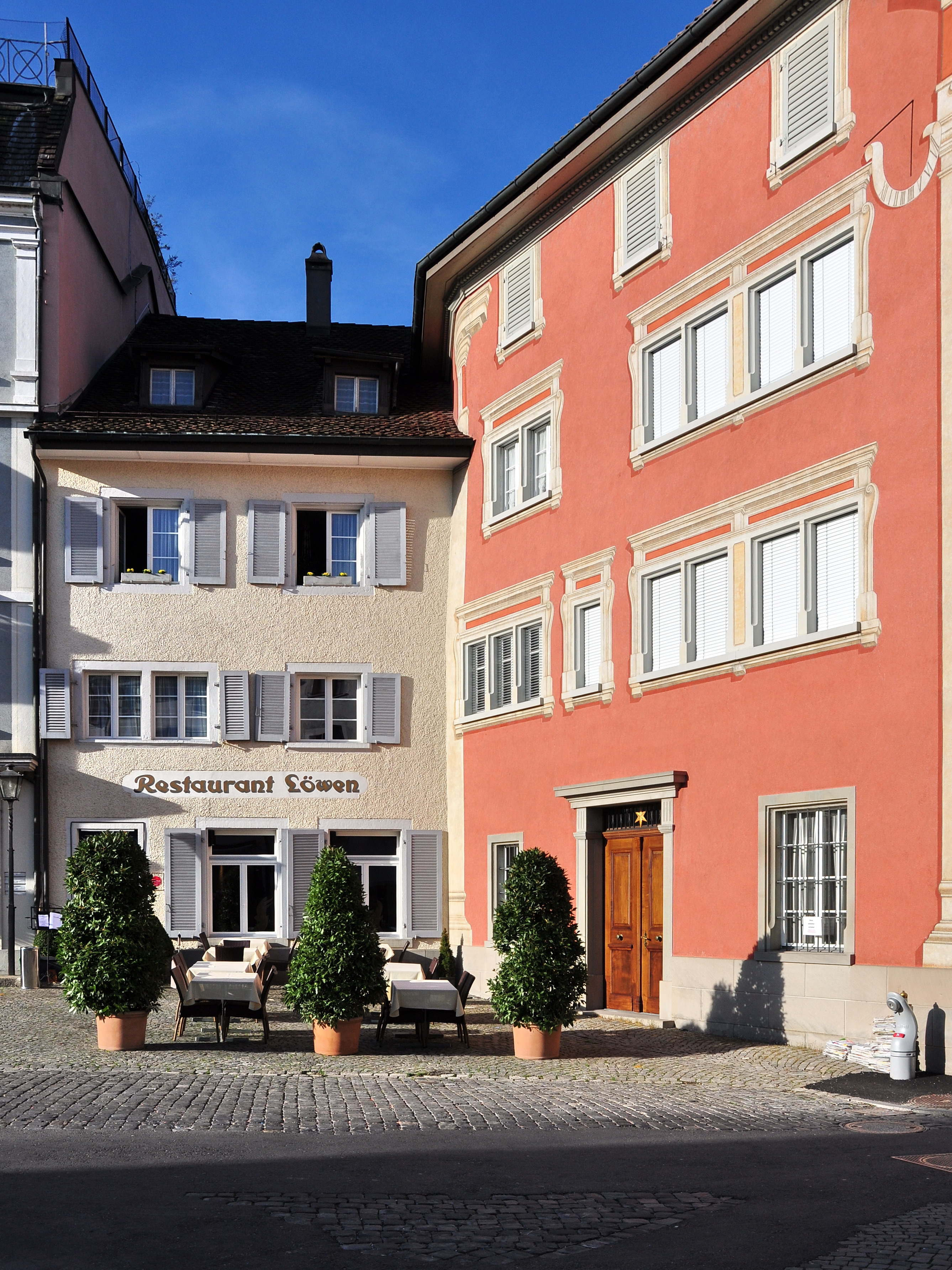

Von 1900 bis 1941 beherbergte das Gebäude ein alkoholfreies Restaurant, später mietete sich die erste Migros-Filiale in Rapperswil im Erdgeschoss ein. Seit 1965 wird das in blassem Rot gehaltene Haus als Gewerbe- und Bürogebäude genutzt.